# Austin Hooper
Pour les articles homonymes, voir Hooper.
(en) Statistiques sur pro-football-reference
Austin Manuel Hooper, né le 29 octobre 1994 à San Ramon en Californie, est un sportif professionnel américain de football américain jouant au poste de tight end dans la National Football League (NFL) depuis la saison 2016.
Sélectionné lors du troisième tour de la draft 2016 de la NFL par la franchise des Falcons d'Atlanta, il y joue pendant quatre saisons (2016-2019) avant de rejoindre les Browns de Cleveland (2020-2021), les Titans du Tennessee (2022), les Raiders de Las Vegas (2023) et les Patriots de la Nouvelle-Angleterre en 2024.
Au niveau universitaire, il a joué pour le Cardinal de l'université Stanford pendant deux saisons (2014-2015) dans la NCAA Division I FBS et son Atlantic Coast Conference (ACC).

## Biographie

### Carrière universitaire
Étudiant à l'université Stanford, il joue pour l'équipe du Cardinal pendant deux saisons (2014-2015). Au terme de la saison 2015, il est sélectionné dans la première équipe de la Pacific-12 et dans la troisième équipe All-America. Il a également été finaliste du John Mackey Award.

### Carrière professionnelle

#### Falcons d'Atlanta
Il est sélectionné par les Falcons d'Atlanta en 81e choix global lors du troisième tour de la draft 2016 de la NFL.
Il commence la saison 2016 en tant que troisième tight end de l'équipe derrière Jacob Tamme (en) et Levine Toilolo (en), jouant principalement comme relève en attaque et sur les unités spéciales. Il est de plus en plus utilisé en attaque vers la seconde moitié de la saison après une blessure de Tamme. Il aide les Falcons à se qualifier pour le Super Bowl LI perdu en prolongation face aux Patriots de la Nouvelle-Angleterre, match au cours duquel il inscrit un touchdown à la suite d'une réception de passe du quarterback Matt Ryan.
Il est désigné titulaire à partir de la saison 2017. En 2018, il gagne un total de 660 yards en 71 réceptions et inscrit 4 touchdowns. Il est sélectionné pour le Pro Bowl en remplaçant de Zach Ertz des Eagles de Philadelphie.

#### Browns de Cleveland
Le 16 mars 2020, Hooper signe un contrat de quatre ans pour un montant de 44 millions de dollars (dont 10 de prime à la signature) avec les Browns de Cleveland, faisant de lui le tight end le mieux payé à l'époque de la NFL,.
Hooper termine la saison régulière 2020 avec un bilan de 46 réceptions pour un gain de 435 yards et quatre touchdowns. Lors du tour de Wild Card contre les Steelers, Hooper réussit sept réceptions pour 46 yards et un touchdown.
En 2021, il est titulaire à son poste et termine avec un bilan de 38 réceptions pour un gain de 345 yards et trois touchdowns.
Le 17 mars 2022, il est libéré par les Browns.

#### Titans du Tennessee

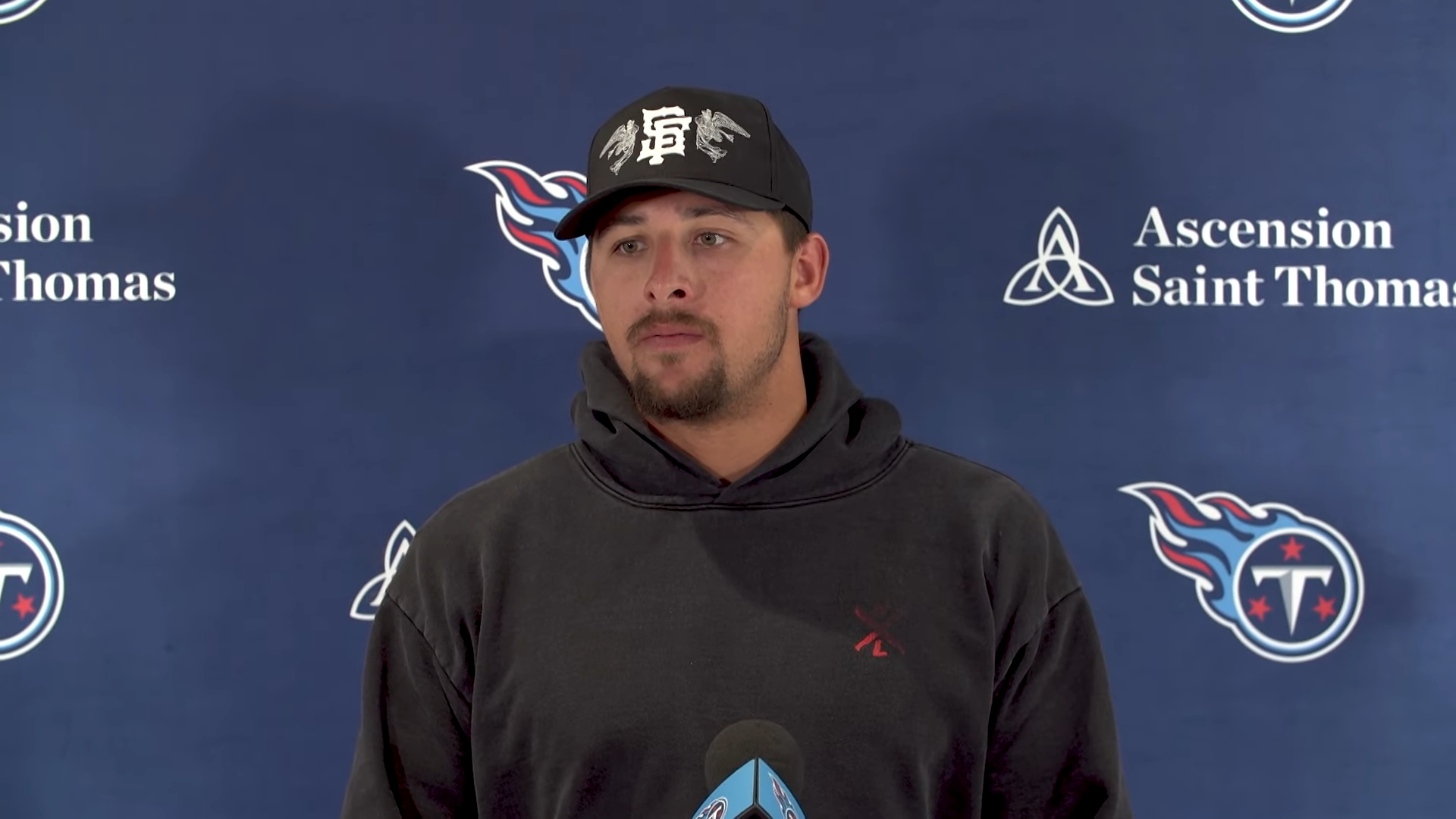
Hooper avec les Titans en 2022.

Hooper signe un contrat d'un an avec les Titans du Tennessee le 21 mars 2022.

#### Raiders de Las Vegas
Le 22 mars 2003, Hooper signe un nouveau contrat avec les Raiders de Las Vegas.

#### Patriots de la Nouvelle-Angleterre
Devenu agent libre, Hooper signe chez les Patriots de la Nouvelle-Angleterre le 14 mars 2024.

## Statistiques

### Universitaires
| Année       | Équipe               | Statut      | MJ |     | Passes réceptionnées | Passes réceptionnées | Passes réceptionnées | Passes réceptionnées |       | Courses | Courses | Courses | Courses |  | Fumbles | Fumbles |
| Année       | Équipe               | Statut      | MJ | Nb. | Yards                | Moy.                 | TD                   | Nb.                  | Yards | Moy.    | TD      | Nb.     | Perdus  |  |         |         |
| 2014        | Cardinal de Stanford | So.         | 12 | 40  | 499                  | 12,5                 | 2                    | -                    | -     | -       | -       | 0       | 0       |  |         |         |
| 2015        | Cardinal de Stanford | Jr.         | 12 | 34  | 438                  | 12,9                 | 6                    | -                    | -     | -       | -       | 0       | 0       |  |         |         |
| Totaux NCAA | Totaux NCAA          | Totaux NCAA | 24 | 74  | 937                  | 12,7                 | 6                    | -                    | -     | -       | -       | 0       | 0       |  |         |         |

### Professionnelles
| Année      | Équipe                             | MJ  |                | Passes réceptionnées | Passes réceptionnées | Passes réceptionnées | Passes réceptionnées |       | Courses | Courses | Courses | Courses |
| Année      | Équipe                             | MJ  | Nb.            | Yards                | Moy.                 | TD                   | Nb.                  | Yards | Moy.    | TD      |         |         |
| 2016       | Falcons d'Atlanta                  | 14  | 19             | 271                  | 14,3                 | 3                    | -                    | -     | -       | -       |         |         |
| 2017       | Falcons d'Atlanta                  | 16  | 41             | 526                  | 10,7                 | 3                    | -                    | -     | -       | -       |         |         |
| 2018       | Falcons d'Atlanta                  | 16  | 71             | 660                  | 09,3                 | 4                    | -                    | -     | -       | -       |         |         |
| 2019       | Falcons d'Atlanta                  | 13  | 75             | 787                  | 10,5                 | 6                    | -                    | -     | -       | -       |         |         |
| 2020       | Browns de Cleveland                | 13  | 46             | 435                  | 09,5                 | 4                    | -                    | -     | -       | -       |         |         |
| 2021       | Browns de Cleveland                | 16  | 38             | 345                  | 09,1                 | 3                    | -                    | -     | -       | -       |         |         |
| 2022       | Titans du Tennessee                | 17  | 41             | 444                  | 10,8                 | 2                    | -                    | -     | -       | -       |         |         |
| 2023       | Raiders de Las Vegas               | 17  | 25             | 234                  | 09,4                 | 0                    | -                    | -     | -       | -       |         |         |
| 2024       | Patriots de la Nouvelle-Angleterre | ?   | Saison à venir | Saison à venir       |                      |                      |                      |       |         |         |         |         |
| Totaux NFL | Totaux NFL                         | 122 | 364            | 3 702                | 10,2                 | 25                   | -                    | -     | -       | -       |         |         |

| Année      | Équipe              | MJ |     | Passes réceptionnées | Passes réceptionnées | Passes réceptionnées | Passes réceptionnées |       | Courses | Courses | Courses | Courses |
| Année      | Équipe              | MJ | Nb. | Yards                | Moy.                 | TD                   | Nb.                  | Yards | Moy.    | TD      |         |         |
| 2016       | Falcons d'Atlanta   | 3  | 06  | 065                  | 10,8                 | 1                    | -                    | -     | -       | -       |         |         |
| 2017       | Falcons d'Atlanta   | 2  | 04  | 018                  | 04,5                 | 0                    | -                    | -     | -       | -       |         |         |
| 2020       | Browns de Cleveland | 2  | 09  | 062                  | 06,9                 | 1                    | -                    | -     | -       | -       |         |         |
| Totaux NFL | Totaux NFL          | 7  | 19  | 145                  | 07,6                 | 2                    | -                    | -     | -       | -       |         |         |